# كيفن مانيكس
كيفن ليس مانيكس (بالإنجليزية: Kevin Mannix) (من مواليد 26 نوفمبر 1949) هو سياسي أمريكي ومحامي أعمال ورئيس سابق للحزب الجمهوري في ولاية أوريغون الأمريكية.
خدم مانيكس في كلا من مجلسي الجمعية التشريعية في ولاية أوريغون، بصفته ديمقراطيًا، ثم جمهوريًا في وقت لاحق. ومن المعروف انه دفاعه عن مستوى ولاية تدابير الاقتراع وكمرشح للمكاتب على مستوى الولاية من النائب العام و محافظ.

## حياته السياسية المبكرة
حصل مانيكس على درجة البكالوريوس في الفنون الحرة عام 1971 من جامعة فيرجينيا. في عام 1974، حصل على دكتوراه في القانون من كلية الحقوق بجامعة فيرجينيا.
قبل خدمته في المجلس التشريعي، عمل مانيكس في عدة مناصب مختلفة، بما في ذلك مساعد المدعي العام في ولاية أوريغون، ومساعد المدعي العام في غوام، وكاتب قانوني في محكمة استئناف أوريغون.
تم انتخاب مانيكس في مجلس النواب عن ولاية أوريغون خمس مرات بداية من عام 1988. من عام 1989 حتى عام 1996، خدم مانيكس في مجلس نواب أوريغون كديمقراطي. في عام 1997، أصبح جمهوريًا وتم تعيينه في مجلس شيوخ ولاية أوريغون. تم انتخابه مرة أخرى في مجلس نواب أوريغون في نوفمبر 1998 وخدم حتى عام 2000.

## التمويل
الممول المالي الرئيسي لمانيكس في حياته السياسية هو لورين باركس، وهو رجل أعمال يقيم حاليًا في نيفادا. ساهم لورين باركس بأكثر من 4 ملايين دولار في حملات مانيكس السياسية منذ عام 1994.

## روابط خارجية
- كيفن مانيكس على موقع BallotPedia.org
- موقع حملة المحافظين
- شركة كيفن مانكس للمحاماة
- السيرة الذاتية على موقع الحزب الجمهوري في ولاية أوريغون نسخة محفوظة 27 أكتوبر 2005 على موقع واي باك مشين.
- ملف تعريف المشروع VoteSmart
- مناقشة مرشحي 2006 للحاكم الجمهوري - شمال غرب
- مناقشة مرشحي 2006 للحاكم - بلو أوريغون
- مرات الظهور على سي-سبان